# Pasquale Baiocchi
Pasquale Baiocchi (Città Sant'Angelo, 12 agosto 1847 – Città Sant'Angelo, 10 luglio 1907) è stato un patriota italiano.

## Biografia
Nato a Città Sant'Angelo è stato nominato "L'artista del fuoco" nel libro le "Pagine Allegre" di Edmondo De Amicis dallo stesso, per via della sua bravura nel creare fantastici giochi pirotecnici, tali da fargli vincere numerosi concorsi. Nel 1866 si arruolò come volontario nelle truppe garibaldine partecipando alle battaglie della terza guerra d'indipendenza. Terminata la guerra, tornò ad indossare la "camicia rossa" e partecipò alla Campagna dell'Agro Romano per abbattere il potere temporale del Papa, ma fu preso prigioniero e rinchiuso prima a Castel Sant'Angelo e poi a Civitavecchia.
Tornato a Città Sant'Angelo si dedicò allo studio del violino per poi entrare a far parte dell'orchestra del Teatro San Carlo di Napoli come secondo violino di spalla. A 23 anni aprì nel Rione Casale, all'interno dell'abitato, un piccolo laboratorio pirotecnico. Da qui comincia l'ascesa riportando continue vittorie nei continui concorsi pirotecnici nazionali ai quali partecipava, nel 1894 venne nominato dal Re d'Italia Cavaliere dell'Ordine della Corona d'Italia.
Morì l'11 luglio del 1907 nel suo laboratorio del paese natìo a seguito di una tremenda esplosione avvenuta per errato maneggiamento dei materiali esplosivi, insieme ad alcuni suoi collaboratori.
A lui è intitolato il concorso nazionale per spettacoli pirotecnici che si tiene nella sua città natale.